# Ерімена
Ерімена, Ерімен, Ерміна — можливо цар держави Урарту періоду її занепаду, роки правління близько 620-605 до н. е., про період правління якого не збереглося жодних написів. Також, ймовірно, що Ерімена був просто батьком Руси III, братом Руси II і його згадка в титулатурі Руси III пов'язана з тим, що Руса III не був прямим нащадком попереднього царя Сардурі IV .
Про останній періоді історії Урарту у розпорядженні вчених існує дуже мало відомостей. Ерімена жодного разу не згадується в ассирійських джерелах, а в урартських тільки як батько царя Руси III (Руса, син Ерімени). Тому існує кілька можливих трактувань приходу до влади Ерімени. І. М. Дьяконов вважав, що Ерімена був братом Сардурі III і очолив державу у зв'язку із тим, що на момент смерті Сардурі III його син Сардурі IV ще не досяг повноліття. У пізніших роботах Н. В. Арутюнян, спираючись на нові дані археологічних розкопок на Кармір-Блурі, вказує, що для подібних конструкцій немає підстав і що Ерімена просто зійшов на престол після Сардурі IV. При цьому зберігається можливість, що Ерімена був сином Сардурі IV, а також, що Ерімена міг скинути з престолу Сардурі IV близько 620 до н. е.. і стати засновником нової урартскої династії. Можливо також малоймовірне припущення, що Сардурі IV був скинутий Русою III, сином Ерімени, а сам Ерімена ніколи не був царем (аналогічно тому, як Сардурі I, син Лутіпрі, зійшов на престол після Арами). Сучасна наука не має у своєму розпорядженні достатніх відомостей, щоб однозначно вирішити ці питання.
У першій половині XX століття було припущення, висловлене І. І. Мєщаниновим, про те, що ім'я по-батькові Руси III означає не ім'я «Ерімена», а національність — «вірменин». Це припущення висловлював британський історик Річард Барнетт, однак згодом відмовився від нього у зв'язку з появою нових даних. Це припущення в поєднанні з народними легендами породило думку, що з 620 року до н. е.. в Урарту вже правила вірменська династія. Сучасна наука, однак, відкидає таку можливість як з лінгвістичних, так і з історичних міркувань.